# تاكيلوت الأول
تاكيلوت الأول (بالإنجليزية: Takelot I)‏ ، حج-خبر-رع ستب-إن-رع (بالإنجليزية: kheperre Setepenre)‏ ، كان ابن اوسركون الأول (بالإنجليزية: Osorkon I)‏، والملكة تاشد خونس (بالإنجليزية: Tashedkhons)‏. تزوج من الملكة كابس (بالإنجليزية: Kapes)‏، التي أنجبت له اوسركون الثاني. وقد حكم مصر لمدة 13 عاماً حسب مانيتو، وذلك في عهد الأسرة المصرية الثانية والعشرون.

## حياته
في البداية, كان يـعتقد أن تاكيلوت كان فرعوناً مرحلياً حكم لفترة وجيزة جداً في عهد الأسرة المصرية الثانية والعشرون لعدم وجود تماثيل في تانيس أو مصر السفلى يمكن بثقة ربطها بحكمه، أو تكون قد ذكرت وجوده, عدا المسلة الشهيرة في سرابيوم باسنهور (بالإنجليزية: Pasenhor)‏ التي تعود إلى سنة 37 من (عهد) شيشنق الخامس. إلا أنه, منذ أواخر الثمانينات, ربط علماء المصريات عدة وثائق تذكر ملكاً باسم تاكيلوت في مصر السفلى إليه بدلاً من تاكيلوت الثاني. عهد تاكيلوت الأول كان نسبياً قصيراً إذا ما قورن بعهدي أبيه اوسركون الأول وابنه, اوسركون الثاني الذي استمر كل منهما ثلاثة عقود. تاكلوت الأول, وليس تاكيلوت الثاني, كان الملك حج-خبر-رع ستب-إن-رع تاكيلوت الذي ثبت وجوده بمسلة من السنة التاسعة في عهده في بوباسطيس وكان كذلك صاحب المقبرة الملكية (المنهوبة جزئياً) في تانيس. فمن واقع الأدلة, كلا الملكين تاكلوت استخدما نفس الاسم الملكي: حج-خبر-رع ستب-إن-رع. الفرق الرئيسي بين تاكيلوت الأول وتاكلوت الثاني هو أن تاكيلوت الأول لم يستخدم قط الخاتمة المستوحاة من طيبة 'سي-إسه' (ابن إيزيس) في لقبه, على العكس من تاكيلوت الثاني.